# Gilles Cherdieu
 (octobre 2023).
Il peut être nécessaire de l'améliorer pour respecter le principe de neutralité de point de vue. 

Gilles Cherdieu, né le 7 juillet 1969 à Pointe-à-Pitre, est un karatéka français, actuellement 7ème dan.
Il est médaillé de bronze en 1994 puis, il devient champion du monde individuel de kumite de moins de 80 kg en 1996 et en 1998. Il devient champion du monde par équipe en 1994, 1996 et 1998.
Aux Championnats d'Europe de karaté, il remporte quatre médailles d'or en individuel dans la catégorie moins de 80 kg (1994, 1996, 1997 et 1998) et une médaille de bronze en 1991. Il détient aussi quatre titres européens par équipe en 1993, 1995, 1996 et 1997.
Il devient par la suite directeur des équipes de France de karaté.
Le 28 janvier 2021, Gilles Cherdieu est nommé DTN de la Fédération française de karaté par la Ministre déléguée aux Sports, Roxana Maracineanu et entre en fonction quelques jours plus tard, le 1er février.

## Carrière Sportive

### Championnats du Monde
- Individuel (moins de 80 kg)
  - 1994: Médaille de Bronze
  - 1996: Médaille d'Or à Sun City
  - 1998: Médaille d'Or à Rio de Janeiro
- Par équipe 
  - 1994: Médaille d'Or à Kota Kinabalu
  - 1996: Médaille d'Or à Sun City
  - 1998: Médaille d'Or à Rio de Janeiro

### Championnats d'Europe
- Individuel (moins de 80 kg)
  - 1991: Médaille de Bronze
  - 1994: Médaille d'Or à Birmingham
  - 1996: Médaille d'Or à Paris
  - 1997: Médaille d'Or à Tenerife
  - 1998: Médaille d'Or à Belgrade
- Par équipe
  - 1993: Médaille d'Or à Prague
  - 1995: Médaille d'Or à Helsinki
  - 1996: Médaille d'Or à Paris
  - 1997: Médaille d'Or à Tenerife

## Formation
Gilles Cherdieu obtient une licence STAPS en 1994 à l'INSEP (Institut National du Sport) de l'Expertise et de la Performance. Il poursuit ensuite sa formation et décroche le Professorat de Sport en 1997 auprès du Ministère de l'Éducation Nationale et de la Jeunesse. Il obtient ensuite auprès du Ministère des Sports un Brevet d'État d'Educateur Sportif 1er degré en 1998, puis un Brevet d'État d'Educateur Sportif 2ème degré en 2009.

## Carrière Professionnelle
Gilles Cherdieu commence sa carrière en tant que Maître auxiliaire en Éducation Physique et Sportive dans l'Académie de Créteil entre 1995 et 1997. Sa carrière de sportif de haut niveau en karaté l'amène à rejoindre la Fédération Française de Karaté et disciplines associées comme Conseiller Technique National sur les postes d'Entraîneur coordonnateur du pôle France Karaté (INSEP) et d'Entraîneur National de l'Équipe de France Juniors Séniors de 1997 à 2000. Il part en Guadeloupe pour devenir Formateur au CREPS Antilles Guyane de janvier 2000 à janvier 2002. Il est ensuite sollicité par la Fédération Tunisienne de Karaté pour occuper le poste d'Entraîneur National d'octobre 2002 à août 2005. En septembre 2005 il est nommé Conseiller d'Animation Sportive dans le département de la Seine-Saint-Denis, il occupera ce poste jusqu'en août 2014. Dans le même temps il devient Entraîneur National au sein de la Fédération Luxembourgeoise des Arts Martiaux entre 2008 et 2010. Son retour à la Fédération Française de Karaté et Disciplines Associées se fait en septembre 2014. Il occupera différents postes: Responsable de la Formation de septembre 2014 à octobre 2015, Directeur des Équipes de France en 2015, Conseiller Technique National entre 2014 et 2021, puis Directeur Technique National entre février 2021 et juillet 2023. Il est depuis juillet 2023 Chef de Projet "Pass'Sport" au Ministère des Sports et des Jeux Olympiques et Paralympiques.